# یواس‌اس اس-۲ (اس‌اس-۱۰۶)
یواس‌اس اس-۲ (اس‌اس-۱۰۶) (به انگلیسی: USS S-2 (SS-106)) یک زیردریایی بود که طول آن ۲۰۷ فوت (۶۳ متر) بود. این زیردریایی در سال ۱۹۱۹ ساخته شد.